# Славен (Живиниці)
Футбольний клуб «Славен Живиниці» (босн. Nogometni klub Slaven Živinice) — боснійський футбольний клуб із міста Живиниці. Клуб грає в другій кантональній лізі Тузли, та проводить матчі на міському стадіоні Живиниці місткістю 500 глядачів. У першому сезоні незалежного чемпіонату Боснії і Герцеговини «Славен» грав у вищому дивізіоні країни, де зайняв друге місце групі, і на стадії плей-оф вибув у попередньому раунді, та більше не виступав у найвищому дивізіоні.